# شاهزاده کارلوس بوربون-دو سیسیل
دون کارلوس، شاهزاده بوربون-دو سیسیلی، اسپانیا نام کامل ایتالیایی، کارلو ماریا فرانچسکو دآسیسی پاسکواله فردیناندو آنتونیو دی پادووا فرانچسکو د پائولا آلفونسو آندریا اولینو تانکردی، پرنسیپ دی بوربون دل دوئه سیسیلی، اینفانت دی اسپاگنا، (زادهٔ ۱۰ نوامبر ۱۸۷۰ -مرگ ۱۱ نوامبر ۱۹۴۹) پسر شاهزاده آلفونسو از دو سیسیل، کنت کازرتا و همسرش پرنسس ماریا آنتونیتا از بوربون-دو سیسیل، و برادرزاده آخرین پادشاه دو سیسیل، فرانسیس دوم بود.